# Idschmāʿ
Idschmāʿ, إجماع idschma, DMG iǧmāʿ ‚Konsens‘, der Konsensus der islamischen Rechtsgelehrten, ist die dritte Quelle des Fiqh, der islamischen Jurisprudenz, neben dem Koran und der Sunna des Propheten Mohammed und seiner Gefährten (sahaba).
Man unterscheidet drei Arten von Konsensus: Den Konsensus durch ausdrückliche Aussage, durch die nachgewiesene Praxis und durch die stillschweigende Billigung einer Tat oder Aussage.
Uneingeschränkter Konsensus إجماع مطلق, DMG iǧmāʿ muṭlaq herrscht unter den Gelehrten in grundsätzlichen Fragen des Rituals (ʿibādāt), wie die Pflicht zum Gebet, zum Fasten, zur Pflichtabgabe und Ähnlichem. Allerdings bedeutet die Idee des Konsensus nicht, dass man in allen Bereichen des islamischen Rechts Übereinstimmung erzielt habe. Vielmehr spricht man vom Konsensus in Medina, oder in Mekka, vom Konsensus der rechtgeleiteten Kalifen, vom Konsensus der „beiden Städte“, das heißt Kufa und Basra, und vom Konsensus innerhalb einer Rechtsschule (madhhab).
Bei allen Unterschieden im Bereich des Konsensus geht die Legitimität desselben auf den Grundgedanken zurück, dass der Konsensus der Rechtsgelehrten in keiner Weise im Widerspruch zum Koran und zur Sunna stehen könne.
Arabische Gegenbegriffe zu Idschmāʿ sind Ichtilāf und Chilāf. Sie bezeichnen den Dissens zwischen und innerhalb der Rechtsschulen, der auch Gegenstand der Ausbildung der Rechtsgelehrten ist.

## Belege
1. ↑  Zur Antithese Idschmāʿ-Chilāf vgl.  George Makdisi: The Rise of Colleges. Institutions of Learning in Islam and the West. Edinburgh 1981. S. 107–111.